# HMS Brilliant (F90)
Pour les articles homonymes, voir HMS Brilliant et F90.
Le HMS Brilliant est une frégate de type 22 de la Royal Navy.

## Histoire

### Royal Navy
Le Brilliant fait partie de la force opérationnelle de la guerre des Malouines avec le capitaine John Coward à son commandement.
Au cours de la guerre, ses deux hélicoptères attaquent sans succès du sous-marin argentin Santa Fe. Il est le premier navire de guerre de la Royal Navy à tirer le misille Sea Wolf lorsque, le 12 mai 1982, elle abat trois Skyhawk A-4.
Le 21 mai 1982, le HMS Brilliant subit l'attaque aérienne argentine devant la baie de San Carlos et est légèrement endommagé par un feu de canon. Le 23, il rejoint le Yarmouth à la poursuite de l'ARA Monsunen.
Il porte secours à 24 survivants de l'Atlantic Conveyor le 25 mai. Le Brilliant porte deux WE.177A avec des charges nucléaires. Pour éviter les complications découlant du traité de Tlatelolco, ils sont transférés aux RFA Fort Austin et Resource le 16 avril 1982 pour les emmener au Royaume-Uni.
En 1987, il devient le navire du commandement de la 2e escadre de frégates. En octobre 1990, il est l'un des premiers membres du Women's Royal Naval Service à servir officiellement dans une guerre opérationnelle. En janvier 1991, il est déployé dans le golfe Persique dans le cadre de l'opération Granby au cours de la guerre du Golfe. Le Brilliant est l'objet d'une série documentaire de la BBC par le journaliste Chris Terrill en 1994, alors qu'il fait une tournée opérationnelle au large de l'ex-Yougoslavie, pour imposer un embargo d'armes des Nations unies dans la mer Adriatique.

### Marine brésilienne
La Royal Navy retire le Brilliant de son service en 1996 et le vend à la Marine brésilienne le 31 août 1996 qui le rebaptise Dodsworth.
Le Dodsworth est vendu pour la ferraille et démoli en juillet 2012 à Aliağa, en Turquie.